# Crainvilliers
Crainvilliers és un municipi francès, situat al departament dels Vosges i a la regió del Gran Est. L'any 2007 tenia 192 habitants.

## Demografia

### Població
El 2007 la població de fet de Crainvilliers era de 192 persones. Hi havia 72 famílies, de les quals 24 eren unipersonals (12 homes vivint sols i 12 dones vivint soles), 24 parelles sense fills, 20 parelles amb fills i 4 famílies monoparentals amb fills.
La població ha evolucionat segons el següent gràfic:
Habitants censats

### Habitatges
El 2007 hi havia 101 habitatges, 84 eren l'habitatge principal de la família i 17 estaven desocupats. 97 eren cases i 3 eren apartaments. Dels 84 habitatges principals, 70 estaven ocupats pels seus propietaris, 13 estaven llogats i ocupats pels llogaters i 1 estava cedit a títol gratuït; 1 tenia una cambra, 1 en tenia dues, 10 en tenien tres, 22 en tenien quatre i 50 en tenien cinc o més. 65 habitatges disposaven pel capbaix d'una plaça de pàrquing. A 39 habitatges hi havia un automòbil i a 37 n'hi havia dos o més.

### Piràmide de població
La piràmide de població per edats i sexe el 2009 era:
| Homes | Edats   | Dones |
| ----- | ------- | ----- |
| 0     | 95 o +  | 0     |
| 0     | 90 a 94 | 0     |
| 4     | 85 a 89 | 0     |
| 0     | 80 a 84 | 4     |
| 4     | 75 a 79 | 4     |
| 4     | 70 a 74 | 4     |
| 8     | 65 a 69 | 0     |
| 4     | 60 a 64 | 8     |
| 12    | 55 a 59 | 0     |
| 4     | 50 a 54 | 12    |
| 12    | 45 a 49 | 4     |
| 4     | 40 a 44 | 8     |
| 8     | 35 a 39 | 8     |
| 12    | 30 a 34 | 12    |
| 4     | 25 a 29 | 12    |
| 8     | 20 a 24 | 8     |
| 4     | 15 a 19 | 12    |
| 4     | 10 a 14 | 8     |
| 0     | 5 a 9   | 8     |
| 8     | 0 a 4   | 4     |

## Economia
El 2007 la població en edat de treballar era de 115 persones, 84 eren actives i 31 eren inactives. De les 84 persones actives 75 estaven ocupades (43 homes i 32 dones) i 8 estaven aturades (2 homes i 6 dones). De les 31 persones inactives 14 estaven jubilades, 2 estaven estudiant i 15 estaven classificades com a «altres inactius».

### Ingressos
El 2009 a Crainvilliers hi havia 86 unitats fiscals que integraven 199,5 persones, la mediana anual d'ingressos fiscals per persona era de 17.474 €.

### Activitats econòmiques
Dels 7 establiments que hi havia el 2007, 1 era d'una empresa extractiva, 3 d'empreses de construcció, 1 d'una empresa de comerç i reparació d'automòbils, 1 d'una empresa immobiliària i 1 d'una entitat de l'administració pública.
Dels 4 establiments de servei als particulars que hi havia el 2009, 1 era un taller de reparació d'automòbils i de material agrícola, 1 paleta i 2 fusteries.
L'any 2000 a Crainvilliers hi havia 5 explotacions agrícoles.

## Poblacions més properes
El següent diagrama mostra les poblacions més properes.